# Luisaviaroma
LUISAVIAROMA（也被称为Luisa Via Roma亦或LVR）是时尚奢侈品领域的零售商之一，其总部及概念店位于意大利佛罗伦萨。

## 历史
1930年，法国女子Luisa Jaquin在佛罗伦萨Via Rome开设了一家销售草帽的小型精品店。他的丈夫通过增加服装销售业务和创办服装厂，将店铺的业务慢慢地扩大。还在就读大学的Andrea Panconesi（他们的孙子）开始作为买手首次飞往巴黎。1968年，在巴黎期间Andrea遇见了日本设计师Kenzō Takada。LUISAVIAROMA成为欧洲第一家陈列Kenzo品牌系列的商店。从那时起，Andrea Panconesi开始接管Luisaviaroma。 2008年，位于Via Rome 19/21r的概念店由建筑师Claudio Nardi主持以环保理念进行了扩建与装修。此次改建中，不仅增加了与顾客互动的触摸屏，还在顶楼设置了露天餐厅。位于Via Silvio Pellico的另一家分店在2008年开业。

## 网站
在2000年初期，公司创建LUISAVIAROMA.COM官方线上平台，以满足来自不同国家或地区顾客的购物期望。在创立初期，网站还只是针对部分专项用户，之后在2014年进行了重新设计，以英语界面面向所有网络用户。致力于拓展网络市场，网站又被翻译成意大利语、德语、中文、俄语、法语、西班牙语、日语和韩语。所有业务活动均在佛罗伦萨Via Varchi的总部开展。

## 活动
在21世纪初，概念店开始与其他大公司开展各种活动包括诺基亚、菲亚特、彪马、阿迪达斯、Lacoste、可口可乐公司。Luisaviaroma始终着眼于客户所寻求的不仅仅是商品更是一种体验的基本理念。
为了庆祝电商平台成立10周年，LuisaViaRoma首次发起了FIRENZE4EVER时尚盛会。以It’s Magic为主题邀请了40位全球最具影响力的时尚博主，在为期三天的Style Lab风格造型室期间设计他们自己的多品牌造型并进行拍摄。自2010年至2017年期间，在每年的两次新时装季期间各举办一次FIRENZE4EVER全球时尚博主狂欢会。
2018年8月，Luisaviaroma与联合国儿童基金会（UNICEF）在Porto Cervo合作举办了首届国际联合国儿童基金会夏季慈善晚宴。 同年11月份，Spring Studios快闪店在纽约开业。2019年2月，Luisaviaroma与赤子之心基金会（Naked Heart Foundation）在伦敦联合举办了“Fabulous Fund Fair - Dolce Vita Night”慈善活动。2019年6月13日，《CR Fashion Book》杂志以及CR Studio创始人卡琳·洛菲德(Carine Roitfeld)在佛罗伦萨的米开朗基罗广场拉开了首届官方CR Runway时装秀的帷幕，借此庆祝Luisaviaroma成立90周年，在秀场上展示了由Carine亲自策划的90套特色造型向20世纪90年代致敬。 3500多名宾客受邀出席时尚盛典，一同欣赏来自2019年秋冬男女时装系列中Carine Roitfeld的挚爱作品。出席的嘉宾中更是有J Balvin、Heron Preston、Lenny Kravitz、維吉爾·阿伯拉赫(Virgil Abloh)等名人。吉吉·哈蒂德(Gigi Hadid)、貝拉·哈蒂德(Bella Hadid)等世界名模亮相T台，倾情演绎了涵盖众多知名品牌的秀场系列。另外，可在LVR官方网站上的CR Runway专题页面选购部分秀场造型。